# 阿尔索 (孚日省)
阿尔索（法語：Harsault，法語發音：[aʁso] ⓘ）是法国大东部大区孚日省的一个旧市镇，位于该省南部偏西，属于埃皮纳勒区和埃皮纳勒城市圈公共社区。2017年1月1日，阿尔索和相邻的另外2个市镇合并为新市镇拉沃日莱班（La Vôge-les-Bains）。

## 地理
阿尔索（48°3'25"N, 6°14'16"E）面积10.85 平方千米，位于法国大東部大區孚日省，该省份为法国东北部内陆省份，北起默兹省和默尔特-摩泽尔省，西接上马恩省，南至上索恩省和贝尔福地区省，东临上莱茵省和下莱茵省。
与阿尔索接壤的市镇（或旧市镇、城区）包括：维奥梅尼勒、莱瓦夫尔、拉沙佩勒欧布瓦、沙穆瓦洛格约、格吕埃莱叙朗斯、欧穆热、拉艾。
阿尔索的时区为UTC+01:00、UTC+02:00（夏令时）。

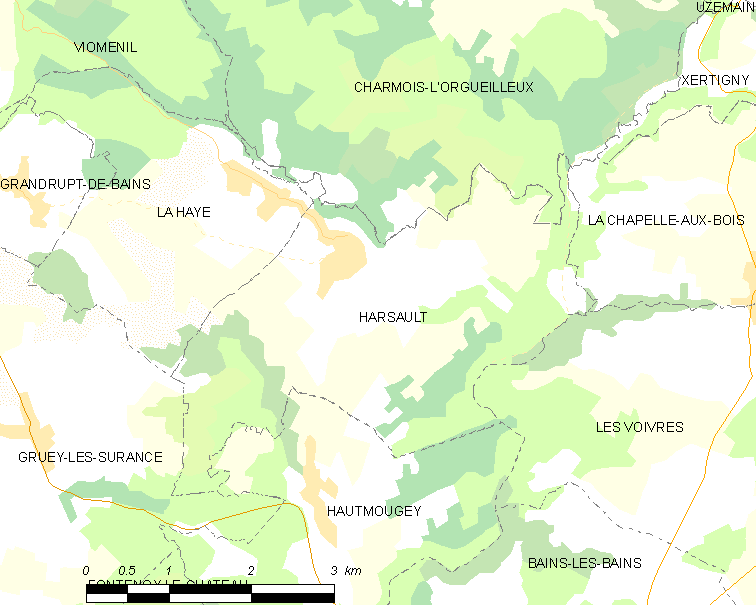
阿尔索的OSM定位图

## 行政
阿尔索的邮政编码为88240，INSEE市镇编码为88234。

## 政治
阿尔索所属的省级选区为勒瓦勒达若勒县。

## 人口

1962-2008年间阿尔索人口变化图示

阿尔索于2018年1月1日时的人口数量为314人。